# Màn tán tỉnh

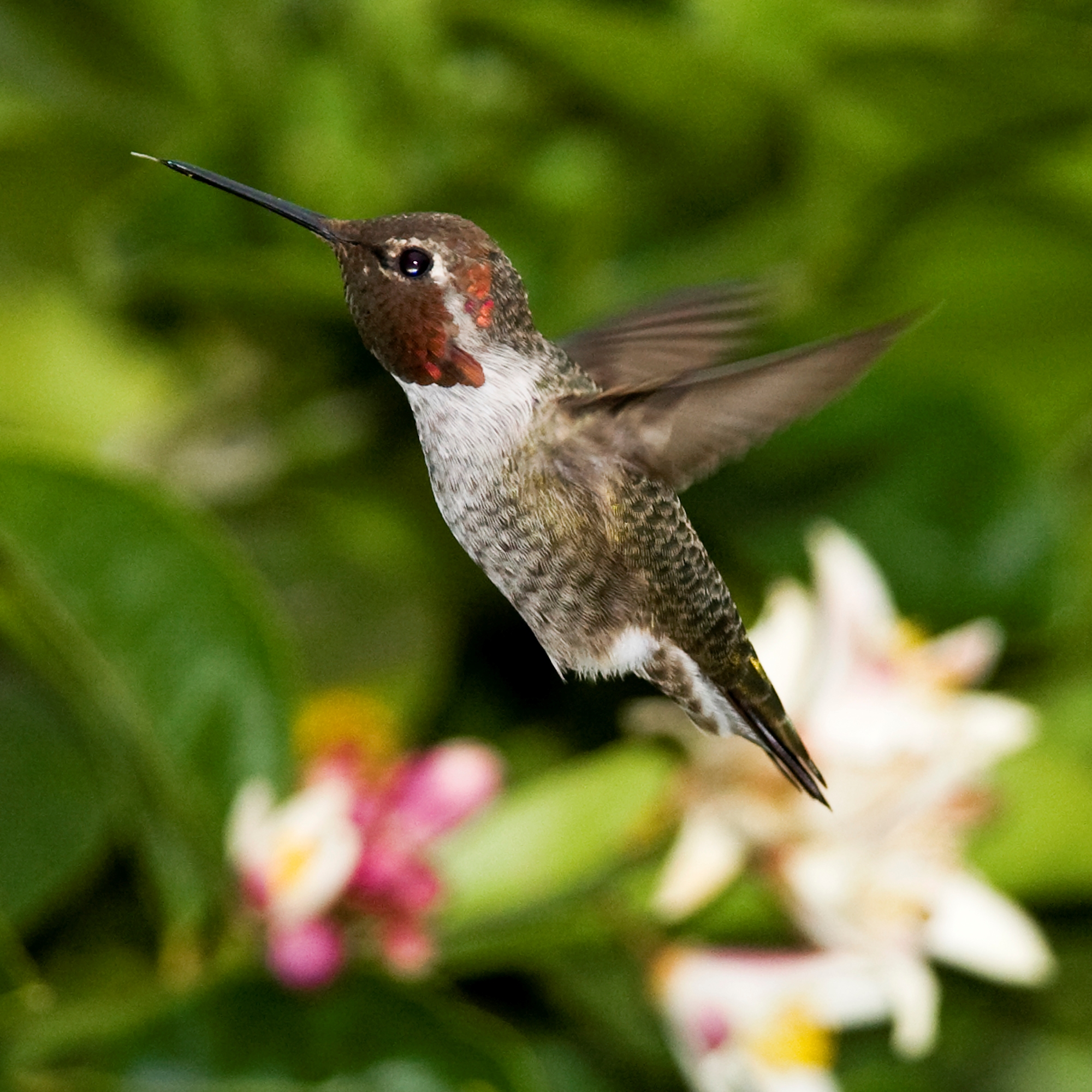
Chim ruồi Anna đang phô diễn bề ngoài

Một con nhện đực đang biểu diễn nghi thức tán tỉnh

Màn tán tỉnh hay vũ điệu tán tỉnh là một tập hợp các hành vi biểu hiện sự khoe mẽ, trong đó một con vật cố gắng thu hút một người bạn tình và thể hiện mong muốn của chúng trong việc kết đôi và giao phối. Những hành vi này thường bao gồm các vũ điệu hay nghi thức ("điệu nhảy"), tiếng kêu, âm thanh cơ học, hoặc màn phô diễn về vẻ đẹp, sức mạnh, hoặc khả năng chiến đấu, tranh giành. Ở một số loài, con đực sẽ thực hiện các màn trình diễn để thu hút sự chú ý của con cái. Ở các loài khác, con đực có thể phơi bày các màn khoe mẽ tán tỉnh gồm cả sự kích thích thị giác và thính giác. Ví dụ, chim ruồi Calypte anna và chim ruồi Calliope (Stellula calliope). 
Ngoài ra, một số động vật cố gắng thu hút con cái thông qua việc xây dựng và trang trí các cấu trúc độc đáo để mời gọi con cái, gọi là lót ổ. Kỹ thuật này có thể được nhìn thấy ở loài chim cánh cụt Satin của Úc (Ptilonorhynchus violaceus), trong đó con trống xây dựng và trang trí các cấu trúc giống như tổ. Thông thường, con đực có số lượng trang trí lớn nhất có xu hướng thành công hơn trong giao phối. Ở một số loài, con đực bắt đầu nghi thức tán tỉnh chỉ sau khi gắn kết con cái. Sự khoe mẽ thậm chí có thể tiếp tục sau khi giao phối. Ở hầu hết các loài, quan hệ tình dục diễn ra khi con đực bắt đầu phô trương hiển hiện sức sinh dục trước khi giao phối.

## Ý nghĩa
Lợi ích trực tiếp có thể tích lũy cho những con vật giống cái trong hành vi tán tỉnh của giống đực. Con cái có thể nâng cao thể lực của chính mình nếu chúng phản ứng với hành vi tán tỉnh báo hiệu lợi ích cho giống cái hơn là vì sức mạnh của giống đực. Ví dụ, trong việc lựa chọn giao phối với con đực tạo ra tín hiệu cục bộ sẽ cần ít năng lượng hơn cho con cái khi nó tìm kiếm bạn đời. Con đực có thể cạnh tranh bằng cách đầu tư thêm công sức cho việc giao phối thấp hơn đối với con cái hoặc thậm chí hành công sức đóng góp hoặc con cái cho con của chúng. Lợi ích gián tiếp là những lợi ích có thể không ảnh hưởng trực tiếp đến thể lực của cha mẹ mà thay vào đó làm tăng thể lực của con cái. Vì con cái của con cái sẽ thừa hưởng một nửa thông tin di truyền từ con đực, những đặc điểm mà nó thấy là hấp dẫn sẽ được truyền lại, tạo ra những đứa con phù hợp. Trong trường hợp này, con đực có thể cạnh tranh sinh học trong khi tán tỉnh bằng cách khoe mẽ ra các đặc điểm mong muốn để truyền lại cho con cái.